# Conceição do Araguaia
Conceição do Araguaia este un oraș în Pará (PA), Brazilia.